# The Bugs Bunny Crazy Castle 2
The Bugs Bunny Crazy Castle 2 è un videogioco del 1991 sviluppato dalla Kemco per il Game Boy, sequel del gioco della Nintendo Entertainment System e Game Boy The Bugs Bunny Crazy Castle. La versione americana utilizza il personaggio di Bugs Bunny. Nell'edizione giapponese il protagonista è invece Topolino e il gioco è intitolato Mickey Mouse II (ミッキーマウスII?, Mikkī Mausu Tsū), mentre in Europa uscirono versioni intitolate Hugo, basata sul personaggio Hugo, o Mickey Mouse, equivalente a quella giapponese con Topolino.

## Trama
Nella versione americana Bugs Bunny deve salvare la sua ragazza Honey Bunny prigioniera nel castello pieno di nemici creati dalla Strega Hazel.
Si incontreranno vari personaggi dei Looney Tunes, tra cui Yosemite Sam, Daffy Duck, Wile E. Coyote, Gatto Silvestro, Foghorn Leghorn, Taz, Beaky Buzzard, Spike, Merlino il Topo Magico e Titti.
Nelle versioni con Topolino si deve salvare analogamente Minni e in quella con Hugo la sua ragazza.

## Modalità di gioco
Ci sono 28 livelli nei quali bisogna raccogliere delle chiavi. In ciascun livello c'è una porta chiusa che porta al livello successivo; per aprirla, il giocatore deve trovare otto chiavi sparse nel livello.
Il gioco usa la stessa grafica del suo predecessore per Game Boy.
È inclusa la funzione della password.